# Chabahar
Chabahar (persiska: چابَهار), även Chahbahar (چاهبار) eller Chah Bahar (چاه بهار), är en hamnstad i sydöstra Iran. Den ligger vid Omanviken, i provinsen Sistan och Baluchistan. Antalet invånare är 47 287. Chabahar är administrativt centrum för delprovinsen (shahrestan) Chabahar.
Närmaste flygplats är Chabahar-Konaraks flygplats vid staden Konarak.